# Blepharomyia spinosa
Blepharomyia spinosa är en tvåvingeart som först beskrevs av Daniel William Coquillett 1897.  Blepharomyia spinosa ingår i släktet Blepharomyia och familjen parasitflugor. Inga underarter finns listade i Catalogue of Life.